# 朱同䥩
原武康僖王朱同䥩（1446年—1494年），明朝周藩第二代原武王，原武安懿王朱子塒的庶長子。

## 生平
天順二年（1458年）三月，獲賜名同䥩。朱同䥩初封鎮國將軍。成化五年（1469年）五月，襲封原武王。
弘治七年（1494年）六月，朱同䥩去世，享年四十九歲，諡號康僖。六年後，庶五子鎮國將軍朱安淇襲爵。

## 家庭

### 妻
- 楊氏，初冊為鎮國將軍夫人[5]

### 妾
- 閻氏，弘治十五年（1502年）冊為原武康僖王夫人，生朱安淇[6]
- 馮氏[7]

### 子
- 庶五子：鎮國將軍→原武恭順王朱安淇[4]
- 庶六子：鎮國將軍朱安涺[8]
- 庶十子：鎮國將軍朱安湒[9]
- 庶十一子：鎮國將軍朱安滿
- 庶十二子：鎮國將軍朱安潞
- 庶十三子：鎮國將軍朱安潮[10]